# Luis Russell
Luis Russell fue un pianista, arreglista, compositor y director de orquesta panameño, nacido en Isla Carenero, Bocas del Toro, Panamá, el 6 de agosto de 1902, y fallecido en Nueva York, el 11 de diciembre de 1963.

## Historial
Hijo de un profesor de música, Luis Russell empezó a tocar violín, guitarra, trombón y piano. Profesionalmente se inició en la ciudad panameña de Colón tocando piano en los cines, acompañando las películas mudas, y en los casinos de dicha ciudad portuaria. En 1919, al ganarse 3,000 dólares en la lotería, decidió trasladarse con su familia a Nueva Orleans donde recibió clases de piano de Armand Piron. En 1923, entró a formar parte de la banda de Albert Nicholas, convirtiéndose en su líder tras la marcha de éste. Sin embargo, en 1924 se marchó a Chicago, donde tocó en clubs como pianista y organista hasta que se incorporó, en 1925, a la banda de King Oliver, convirtiéndose en su director cuando Oliver dejó la banda. En 1927, se instalaron en Nueva York y, ya en 1929, acompañaron a Louis Armstrong durante varios meses. Russell es el primer líder de orquesta que denomina a su grupo como big band. En ella, tocaron músicos como Paul Barbarin y Pops Foster, constituyendo una de las secciones rítmicas más brillantes de la época.
En 1935 su banda toca para Louis Armstrong, que decide comprarla, dejando a Luis Russell como su director y arreglista, permaneciendo con él hasta 1943, cuando volvió a montar su propia big band, con la que realizará giras hasta 1948. Ese año, Russell abandonó prácticamente la música activa, para dedicarse al comercio y a la enseñanza.